# Università di St Andrews
L'Università di Sant’Andrea (in inglese St Andrews University) è la più antica della Scozia e la terza più antica del mondo anglosassone, essendo stata fondata tra il 1410 e il 1413. L'Università è situata nella città di Saint Andrews, nel Fife, sulla costa orientale del Paese, a nord-est della capitale Edimburgo.Qui hanno studiato il principe William e la principessa Kate Middleton.

## Storia
L'Università di St Andrews fu parte di quel movimento che istituì le università in molti regni europei durante il XIV e XV secolo. Anche se un centro di studi superiore fu creato già nel 1410, lo status di "Università" fu conferito il 28 agosto 1413 da una serie di bolle papali emanate dal Papa della linea di Avignone Benedetto XIII. L'università fu costruita sul modello di Orléans e di altre università francesi in cui il predominio dei maestri, indiscusso a Parigi e Oxford, fu modificato dall'autorità del Vescovo-Cancelliere e dalla partecipazione di tutti i membri accademici nell'elezione del rettore. Per l'elezione di quest'ultimo maestri e studiosi venivano divisi in quattro nazioni (Albania, Angusia, Laudonia e Britannia), ognuna avente un voto.
Tra il XVI e il XVIII secolo, l'università visse alterne fortune, e fu solo alla fine del XVIII che essa ebbe una rinascita.
Nel 1938 l'università offrì un titolo onorifico a Vito Volterra, il matematico e fisico italiano caduto in disgrazia per essersi rifiutato di firmare il giuramento di fedeltà al fascismo. L'italiano tuttavia non poté andare a riceverlo per ragioni di salute.

## Organizzazione
L'Università di St Andrews consta di quattro facoltà: Arts, Divinity, Medicine e Science, e di 18 Dipartimenti. Per quanto riguarda le discipline, viene attuato il programma SASP in Filosofia (in collaborazione con l'Università di Stirling).